# Ramverk (programmering)
Ramverk är en abstraktion inom programmering som tillhandahåller allmän funktionalitet som kan ändras med ytterligare användarskriven kod, vilket ger en applikationsspecifik mjukvara.
Ett ramverk är en universell, återanvändbar programvarumiljö som tillhandahåller funktionalitet som del av en större programvaruplattform för att underlätta utveckling av programvaror, produkter och lösningar. Ramverk kan innehålla stödprogram, kompileringsprogram, kodbibliotek, verktyg och applikationsprogrammeringsgränssnitt (API) som samlar ihop alla olika komponenter till utveckla ett projekt eller lösning.
Ramverk innehåller viktiga egenskaper som skiljer dem åt från vanliga programbibliotek:
- kontrollinversion: I ett ramverk, till skillnad från programbibliotek eller vanliga program, är det inte anroparen som styr programmets övergripande flödeskontroll, utan själva ramverket.[1]
- utbyggbarhet: Ett ramverk kan utvidgas av användaren vanligtvis genom att skriva över eller anpassas med användarkod för att tillhandahålla specifik funktionalitet.
- icke-modifierbar ramverkskod: Vanligtvis ska ramverkskoden inte ändras, men användarskrivna tillägg går bra. Det vill säga att användare kan utvidga ramverket, men inte ändra den befintliga koden.